# Yūsuke Kondō
Yūsuke Kondō (jap. 近藤祐介 Kondō Yūsuke; ur. 5 grudnia 1984) – japoński piłkarz występujący na pozycji napastnika.

## Kariera klubowa
Od 2003 do 2016 roku występował w klubach FC Tokyo, Vissel Kobe, Consadole Sapporo, Tochigi SC, Giravanz Kitakyushu, AC Nagano Parceiro i SC Sagamihara.